# Red Bull MotoGP Rookies Cup 2007
Der Red Bull MotoGP Rookies Cup 2007 war der erste in der Geschichte des FIM-Red Bull MotoGP Rookies Cups.
Es wurden acht Rennen ausgetragen.

## Punkteverteilung
Meister wurde derjenige Fahrer, der bis zum Saisonende die meisten Punkte in der Meisterschaft gesammelt hatte. Bei der Punkteverteilung wurden die Platzierungen im Gesamtergebnis des jeweiligen Rennens berücksichtigt. Die 15 erstplatzierten Fahrer jedes Rennens erhielten Punkte nach folgendem Schema:
Weltmeister wird derjenige Fahrer beziehungsweise der Hersteller, der bis zum Saisonende die meisten Punkte in der Weltmeisterschaft angesammelt hat. Bei der Punkteverteilung werden die Platzierungen im Gesamtergebnis des jeweiligen Rennens berücksichtigt. Die fünfzehn erstplatzierten Fahrer jedes Rennens erhalten Punkte nach folgendem Schema:
| Punkteverteilung | Punkteverteilung | Punkteverteilung | Punkteverteilung | Punkteverteilung | Punkteverteilung | Punkteverteilung | Punkteverteilung | Punkteverteilung | Punkteverteilung | Punkteverteilung | Punkteverteilung | Punkteverteilung | Punkteverteilung | Punkteverteilung | Punkteverteilung |
| ---------------- | ---------------- | ---------------- | ---------------- | ---------------- | ---------------- | ---------------- | ---------------- | ---------------- | ---------------- | ---------------- | ---------------- | ---------------- | ---------------- | ---------------- | ---------------- |
| Platz            | 1                | 2                | 3                | 4                | 5                | 6                | 7                | 8                | 9                | 10               | 11               | 12               | 13               | 14               | 15               |
| Punkte           | 25               | 20               | 16               | 13               | 11               | 10               | 9                | 8                | 7                | 6                | 5                | 4                | 3                | 2                | 1                |

In die Wertung kamen alle erzielten Resultate.

## Wissenswertes
Das vorletzte Saisonrennen sollte eigentlich auf dem Hungaroring in Ungarn stattfinden. Wegen organisatorischen Problemen verlegte man die Veranstaltung auf den Circuito do Estoril in Portugal.

## Rennkalender
|   | Datum         | Lauf           | Strecke                                                      | Streckenlayout |
| - | ------------- | -------------- | ------------------------------------------------------------ | -------------- |
| 1 | 25. März      | Spanien        | Circuito de Jerez (Jerez de la Frontera)                     |                |
| 2 | 3. Juni       | Italien        | Autodromo Internazionale del Mugello (Scarperia e San Piero) |                |
| 3 | 24. Juni      | Großbritannien | Donington Park (Castle Donington)                            |                |
| 4 | 30. Juni      | Niederlande    | TT Circuit Assen (Assen)                                     |                |
| 5 | 15. Juli      | Deutschland    | Sachsenring (Hohenstein-Ernstthal)                           |                |
| 6 | 19. August    | Tschechien     | Automotodrom Brno (Brünn)                                    |                |
| 7 | 16. September | Portugal       | Circuito do Estoril (Estoril)                                |                |
| 8 | 4. November   | Valencia       | Circuit Ricardo Tormo (Valencia)                             |                |

## Rennergebnisse
|   | Datum  | Rennen         | Strecke     | Platz 1          | Platz 2          | Platz 3        | Pole-Position    | Schn. Rennrunde  | Gesamtführender Fahrer |
| - | ------ | -------------- | ----------- | ---------------- | ---------------- | -------------- | ---------------- | ---------------- | ---------------------- |
| 1 | 25.03. | Spanien        | Jerez       | Lorenzo Savadori | Luis Salom       | Johann Zarco   | Luis Salom       | Lorenzo Savadori | Lorenzo Savadori       |
| 2 | 03.06. | Italien        | Mugello     | Johann Zarco     | Lorenzo Savadori | Kris Turner    | Johann Zarco     | Johann Zarco     | Lorenzo Savadori       |
| 3 | 24.06. | Großbritannien | Donington   | Lorenzo Savadori | Johann Zarco     | Matthew Hoyle  | Lorenzo Savadori | Lorenzo Savadori | Lorenzo Savadori       |
| 4 | 30.06. | Niederlande    | Assen       | Luis Salom       | Cameron Beaubier | Kris Turner    | Johann Zarco     | Luis Salom       | Lorenzo Savadori       |
| 5 | 15.07. | Deutschland    | Sachsenring | Cameron Beaubier | Johann Zarco     | Robert Gull    | Johann Zarco     | Cameron Beaubier | Lorenzo Savadori       |
| 6 | 19.08. | Tschechien     | Brünn       | Johann Zarco     | Matthew Hoyle    | Cyril Carrillo | Matthew Hoyle    | Matthew Hoyle    | Johann Zarco           |
| 7 | 16.09. | Portugal       | Estoril     | Johann Zarco     | Cameron Beaubier | Matthew Hoyle  | Johann Zarco     |                  | Johann Zarco           |
| 8 | 04.11. | Valencia       | Valencia    | Johann Zarco     | Deane Brown      | Cyril Carrillo | Johann Zarco     | Johann Zarco     | Johann Zarco           |

## Fahrerwertung
| Pos. | Fahrer                | Spanien | Italien | Vereinigtes Konigreich | Niederlande | Deutschland | Tschechien | Portugal | Valencia | Gesamt |
| ---- | --------------------- | ------- | ------- | ---------------------- | ----------- | ----------- | ---------- | -------- | -------- | ------ |
| 1    | Johann Zarco          | 3       | 1       | 2                      | 13          | 2           | 1          | 1        | 1        | 159    |
| 2    | Lorenzo Savadori      | 1       | 2       | 1                      | 11          | 5           | NC         | 10       | 6        | 102    |
| 3    | Matthew Hoyle         | 16      | 4       | 3                      | 7           | 6           | 2          | 3        | 5        | 95     |
| 4    | Luis Salom            | 2       | NC      | NC                     | 1           | NC          | 4          | 7        | 4        | 80     |
| 5    | Cyril Carrillo        | 5       | 11      | 8                      | 5           | NC          | 3          | 4        | 3        | 80     |
| 6    | Cameron Beaubier      | 15      | NC      | 6                      | 2           | 1           | NC         | 2        | 15       | 79     |
| 7    | Deane Brown           | 8       |         | 5                      | 6           | NC          | 9          | 5        | 2        | 67     |
| 8    | Markus Reiterberger   | 7       | 8       | 4                      | 12          | 4           | 14         | 15       | 12       | 55     |
| 9    | Robert Gull           | 4       | 12      | 17                     | NC          | 3           | 7          | 6        | NC       | 52     |
| 10   | Kris Turner           | NC      | 3       | NC                     | 3           | 14          | NC         | 9        | 8        | 49     |
| 11   | Sturla Fagerhaug      | 9       | 6       | 12                     | 17          | NC          | 6          | 13       | 7        | 43     |
| 12   | Daniel Kartheininger  | 11      | NC      | 10                     | 8           | 7           | NC         | 11       | 11       | 39     |
| 13   | Cristian Trabalon     | 6       | NC      | NC                     | 4           | NC          | 5          | 12       | NC       | 38     |
| 14   | Lucy Glöckner         | NC      | NC      | 7                      | 9           | 9           | 10         | NC       | 10       | 36     |
| 15   | Lukáš Šembera         | NC      | 7       | 11                     | 14          | 8           | 12         | 20       | 16       | 30     |
| 16   | J. D. Beach           | 14      | 10      | 13                     | 10          | 13          | 8          | 17       | 18       | 28     |
| 17   | Adam Blacklock        | 10      | 15      | 14                     | 15          | 10          | 11         | 14       | 17       | 24     |
| 18   | Christoph Schönberger | 12      | 9       |                        |             | 15          | 15         | 18       | 15       | 17     |
| 19   | Jamie Mossey          | NC      | NC      | 9                      | NC          | 17          | NC         | 8        | 19       | 15     |
| 20   | Javier Cholbi         | 13      | 14      | 15                     | 16          | 11          | 13         | 16       | 20       | 14     |
| 21   | Stuart Mitchell       | 17      | 5       | NC                     | 19          | NC          | 16         |          | 22       | 11     |
| 22   | Péter Sebestyén       |         | 13      | NC                     | 18          | 12          | NC         | 21       | 21       | 7      |
| 23   | Daijiro Hiura         |         |         |                        |             |             |            |          | 9        | 0      |
| 24   | Yuga Yokoo            |         |         |                        |             |             |            |          | 13       | 0      |
| 25   | Kevin Sànchez         |         |         | 16                     |             | 16          | NC         | 19       | NC       | 0      |

| Farbe         | Bedeutung                               |
| ------------- | --------------------------------------- |
| Gold          | Sieger                                  |
| Silber        | 2. Platz                                |
| Bronze        | 3. Platz                                |
| Grün          | Platzierung in den Punkten              |
| Blau          | Klassifiziert außerhalb der Punkteränge |
| Violett       | Rennen nicht beendet (DNF)              |
| Violett       | nicht klassifiziert (NC)                |
| Rot           | nicht qualifiziert (DNQ)                |
| Schwarz       | disqualifiziert (DSQ)                   |
| Weiß          | nicht am Start (DNS)                    |
| Weiß          | zurückgezogen (WD)                      |
| Weiß          | Rennen abgesagt (C)                     |
| ohne Farbe    | nicht am Training teilgenommen (DNP)    |
| ohne Farbe    | verletzt oder krank (INJ)               |
| ohne Farbe    | ausgeschlossen (EX)                     |
| ohne Farbe    | nicht erschienen (DNA)                  |
| fett          | Pole-Position                           |
| kursiv        | Schnellste Rennrunde                    |
| unterstrichen | WM-Führung                              |
| hochgestellt  | Platzierung im Sprintrennen             |